# Leucophaeus
Genre
Leucophaeus est un genre d'oiseaux de la famille des Laridae.

## Liste d'espèces
D'après la classification de référence (version 14.1, 2024) de l'Union internationale des ornithologues, il y a 5 espèces du genre Leucophaeus (ordre philogénique) :
- Leucophaeus modestus (Tschudi, 1843) – Goéland gris ;
- Leucophaeus scoresbii (Traill, 1823) – Goéland de Scoresby ;
- Leucophaeus atricilla (Linnaeus, 1758) – Mouette atricille
- Leucophaeus pipixcan (Wagler, 1831) – Mouette de Franklin ;
- Leucophaeus fuliginosus (Gould, 1841) – Mouette obscure.